# Karol-An Kalogeropoulosová
Karol-An Kalogeropoulosová (řecky: Κάρολ-Αν Καλογεροπούλου; * 11. března 1943) je řecko-americká bývalá profesionální tenistka.
Kalogeropoulosová původně soutěžila pod svým dívčím jménem Karol-An Prosenová. Je rodačkou z Floridy. V roce 1960 se stala šampionkou Orange Bowlu (18leté). Až do svatby s řeckým tenistou Nikolaosem Kalogeropoulosem v roce 1966 soutěžila pod americkou vlajkou. V letech 1968 až 1973 byla členkou řeckého týmu Poháru Billie Jean Kingové.